# Helicosyphon biscoensis
Helicosyphon biscoensis är en ringmaskart som beskrevs av Gravier 1907. Helicosyphon biscoensis ingår i släktet Helicosyphon och familjen Serpulidae. Inga underarter finns listade i Catalogue of Life.